# Хинкс, Эдуард
Эдуард Хинкс (англ. Edward Hincks; 19 августа 1792, Корк — 3 декабря 1866, Килилли, графство Даун) — ирландский священник, ассириолог, один из расшифровщиков месопотамской клинописи. Он был одним из трех человек, известных как «святая троица клинописи», вместе с Генри Кресвиком Роулинсоном и Жюлем Оппертом.

## Детство и юность
Эдвард Хинкс родился в Корке 19 августа 1792 года. Он был старшим сыном преподобного Томаса Дикса Хинкса, выдающегося протестантского священника, востоковеда и натуралиста. Эдвард был старшим братом сэра Фрэнсиса Хинкса, известного канадского политика, который когда-то был губернатором Барбадоса, и Уильяма Хинкса, первого профессора естествознания в Королевском колледже в Корке, а затем в Университетском колледже Торонто.
Эдвард Хинкс получил образование дома у своего отца и в Мидлтон-колледже, прежде чем поступить в Тринити-колледж в Дублине. Он был избран стипендиатом колледжа в 1810 году, а в 1812 году получил Золотую медаль и премию епископа Лоу по математике. Выступив соперником Томаса Ромни Робинсона, он победил и был избран членом Колледжа в 1813 году, а четыре года спустя получил степень магистра. В 1819 году, после смерти Томаса Мередита, он был представлен в приходе пастора Ардтреа в графстве Тирон (графство). В 1826 году Эдуард Хинкс занял должность пастыря в соседнем Киллили, графство Даун (графство), которую занимал до конца своей жизни.
Необременительный характер обязанностей священника давал ему более чем достаточно времени, чтобы продолжать занятия древними языками. Его первой любовью была любовь к иероглифической письменности Древнего Египта. К 1823 году француз Жан-Франсуа Шампольон сумел расшифровать этот загадочное письмо, но Хинкс сделал ряд собственных открытий, которые сделали его авторитетом в античной филологии.

## Древнее письмо
В 1830-х годах он обратил свое внимание на древнеперсидскую клинопись, форму письма, которую императоры Ахеменидов использовали для монументальных надписей на своем родном языке. Работая независимо от ведущего востоковеда того времени сэра Генри Кресвика Роулинсона, Хинкс вывел по существу слоговую природу этого письма и правильно вывел значения персидских гласных.
В 1835 году он руководил разворачиванием бинтов мумифицированного тела Такабути в Белфастском обществе естествознания. Хинкс расшифровал египетские иероглифы, которые показали, что она была хозяйкой большого дома.

## Достижения
Самым большим достижением Хинкса была расшифровка древнего языка и письменности Вавилона и Ассирии: аккадской клинописи. Но его внимание, возможно, никогда не было бы привлечено к относительно новой теме ассириологии, если бы не удачная находка в 1842 году. В том же году археолог Поль Эмиль Ботта обнаружил остатки древнего города Ниневии, столицы Ассирийской империи. Среди сокровищ, обнаруженных Боттой и его преемниками, включая Остена Генри Лейарда, с которым Хинкс состоял в переписке, была знаменитая библиотека Ашшурбанипала, царский архив, содержащий десятки тысяч обожженных глиняных табличек. Эти таблички были начертаны странным неразборчивым письмом, известным как клинопись. Три человека должны были сыграть решающую роль в расшифровке этого сценария: Хинкс, Роулинсон и молодой ученый немецкого происхождения Жюль Опперт (Юлиус Опперт). Хинкс сделал правильный вывод, что клинопись была изобретена одной из самых ранних цивилизаций Месопотамии (народ, позже идентифицированный Оппертом как шумеры), которые затем оставили её более поздним государствам, таким как Вавилон, Ассирия и Элам.
В 1848 году Эдуард Хинкс был награждён медалью Каннингема Королевской ирландской академии за свои достижения
К 1850 году Хинкс пришёл к ряду важных выводов относительно природы ассиро-вавилонской клинописи. Он считал, что письмо был в основном слоговым, состоящим из открытых слогов (например, «аб» или «ки»), а также более сложных закрытых слогов (например, «мур»). Он также обнаружил, что символы клинописи были «полифоническими», что означает, что один знак может иметь несколько различных значений в зависимости от контекста, в котором он встречается.
К тому времени Хинкс распознал большое количество детерминативов и правильно установил их значения. Но не всех убедили утверждения ирландца и его уважаемых коллег. Некоторые филологи даже предположили, что они просто изобрели множественное прочтение знаков, чтобы соответствовать их собственным переводам.
В 1857 году универсальный английский востоковед Уильям Генри Фокс Тальбот предложил передать нерасшифрованную клинопись нескольким разным ассириологам для перевода. Если, работая независимо друг от друга, они придумали достаточно похожие переводы; это, несомненно, развеет сомнения, связанные с их утверждениями.
Талбот и «святая троица клинописи» — Хинкс, Роулинсон и Опперт — оказались вместе в Лондоне в 1857 году. Эдвин Норрис, секретарь Королевского азиатского общества, вручил каждому из них копию недавно обнаруженной надписи времен правления ассирийского императора Тиглат-Пилесара I. Было сформировано экспертное жюри для изучения полученных переводов и оценки их точности.
Было обнаружено, что по всем существенным вопросам переводы, выполненные четырьмя учеными, полностью согласуются друг с другом. Конечно, были небольшие неточности. Неопытный Тальбот допустил ряд ошибок, а перевод Опперта содержал несколько сомнительных отрывков из-за его незнания английского языка. Но версии Хинкса и Роулинсона были практически идентичны. Жюри заявило, что оно удовлетворено, и расшифровка клинописи была признана «свершившимся фактом».
Преподобный Эдуард Хинкс посвятил оставшиеся годы своей жизни изучению клинописи и внес значительный вклад в её расшифровку.
Эдуард Хинкс умер в своем доме приходского священника в Киллили 3 декабря 1866 года в возрасте 74 лет. У него остались жена и четыре дочери.